# Файр
Файры (огненные ящерицы) — фантастические существа, исконные обитатели планеты Перн, предки драконов, описанные в книгах Энн Маккефри.
Являясь по сути своей предками драконов, они имеют схожую с ними внешность и строение. Небольшие, размах крыльев не более 1 метра, обладают способностью изрыгать пламя. Различаются между собой так же, как и драконы Перна.
| Файры      | Описание |
| ---------- | --- |
| Золотые    | Самые крупные ящерицы, самки. Руководят остальными членами своей стаи. Золотые королевы охраняют свои кладки, в которых может появиться новое золотое яйцо.                                                 |
| Бронзовые  | Самые крупные самцы. |
| Коричневые | Самцы, чуть менее крупные, чем бронзовые. |
| Синие      | Самцы, самые маленькие. |
| Зеленые    | Самые маленькие ящерицы, самки. Интенсивно размножаются, но за кладками не следят, поэтому большая часть их потомства гибнет. Кладки зелёных всегда хуже, чем у королев, и среди них не бывает золотых яиц. |

Файры являются естественной защитой Перна от Нитей, микоризоидных спор, падающих с Алой Звезды на Перн в период Прохождения и пожирающих любое органическое вещество. Маленькие огненные ящерицы обладают способностью выжигать и пожирать отдельные Нити и, летая стаями, уничтожают целые облака этой враждебной Перну жизни. Также они могут быть запечатлены людьми и служить при передаче писем.
Необычайно умны и любопытны, не любят сидеть на месте. Очень пугливы, до смерти пугаются при упоминании Алой Звезды, вулканов и некоторых других вещей. Если испуг был достаточно сильным, файр может исчезнуть в Промежутке и больше к своему хозяину не вернуться.

## Особенности

### Общие
Обладают способностью летать в Промежутке, путешествуя тем самым в пространстве и времени. Не могут мысленно говорить, в отличие от драконов. Предпочитают между собой общаться посредством ощущений и картинок, которые когда-либо видели. Изредка запечатленные человеком файры передают мысленные образы своим хозяевам. Имеют привычку собираться в стаи и передавать друг другу различные образы. С драконами посредством картинок не общаются, за исключение одного представителя — белого дракона Рута.

### Запечатление
При определённых обстоятельствах файры могут быть запечатлены человеком. Для этого нужно в момент вылупления находиться рядом с кладкой, кормить только что вылупившегося детёныша и одаривать его лаской. Человек может запечатлеть одну или большее количество ящериц (рекорд — афристка Менолли и её 9 файров). В отличие от драконов, файры при отсутствии подходящего кандидата на запечатление не умирают, а становятся дикими. Правда детёныши, за которыми во время вылупления никто не следит, чаще всего погибают в первые минуты после рождения, становясь жертвой более крупных хищников.

## Знаменитые пары человек—файр
- Асгенар — коричневый Риал
- Брекки — бронзовый Берд
- Грож — золотая Мерга
- Г’зел — бронзовый Рилл
- Менолли — золотая Красотка, бронзовые Крепыш, Нырок, Крикун, коричневые Лентяй, Кривляка, Рыжик, зеленые Тетушка Первая, Тетушка Вторая, синий Дядюшка
- Миррим — зеленые Риппа, Лок, коричневый Толли
- Н’тон — коричневый Трис
- Пьемур — золотая Фарли
- Робинтон — бронзовый Заир
- Сибелл — золотая Кими
- Ф’нор — золотая Гралл
- Шарра — бронзовый Мийр, коричневый Талла